# T-box

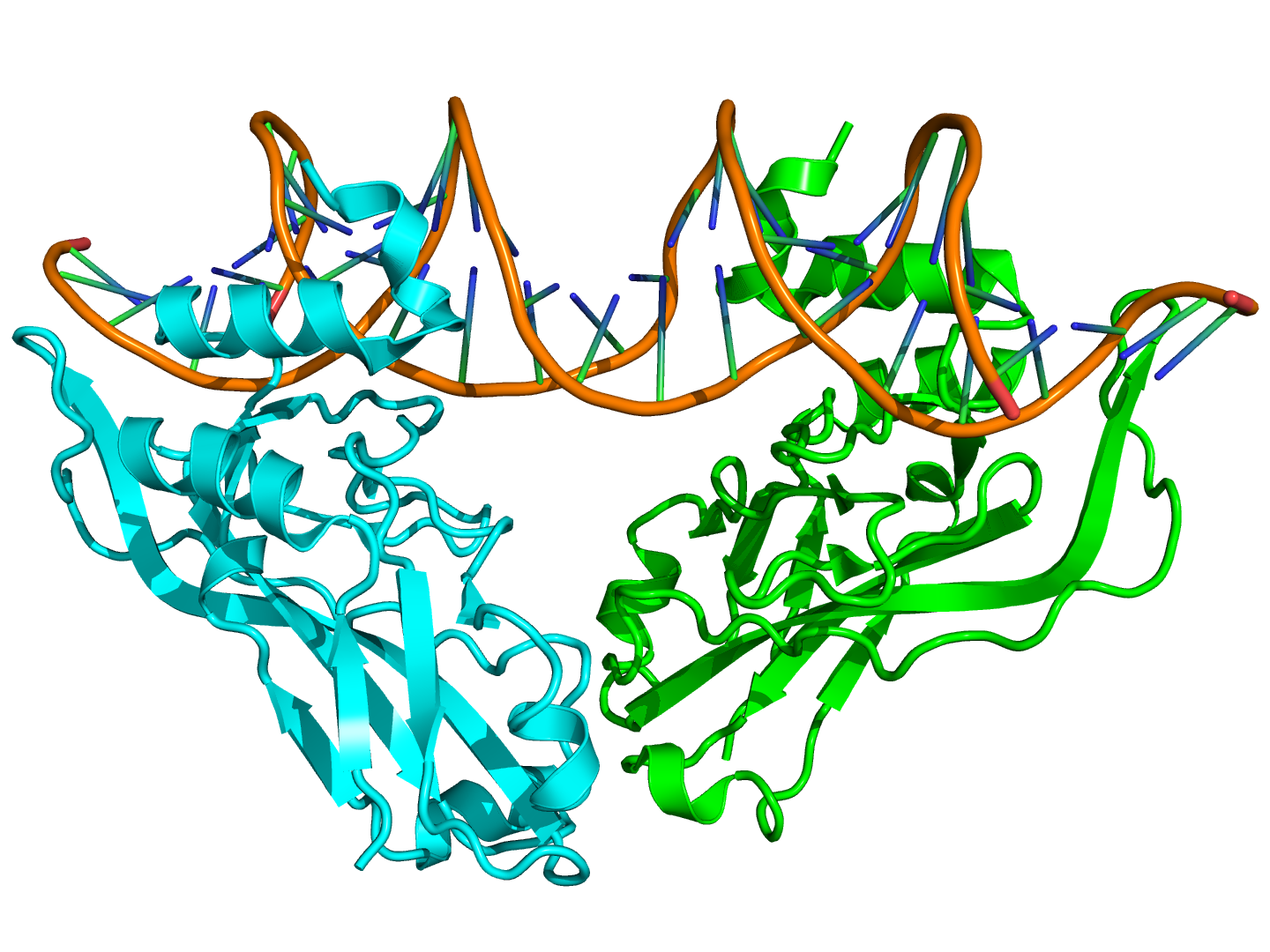
TBX3-eiwitdimeer (cyaan en groen) in een complex met DNA (bruin) gebaseerd op

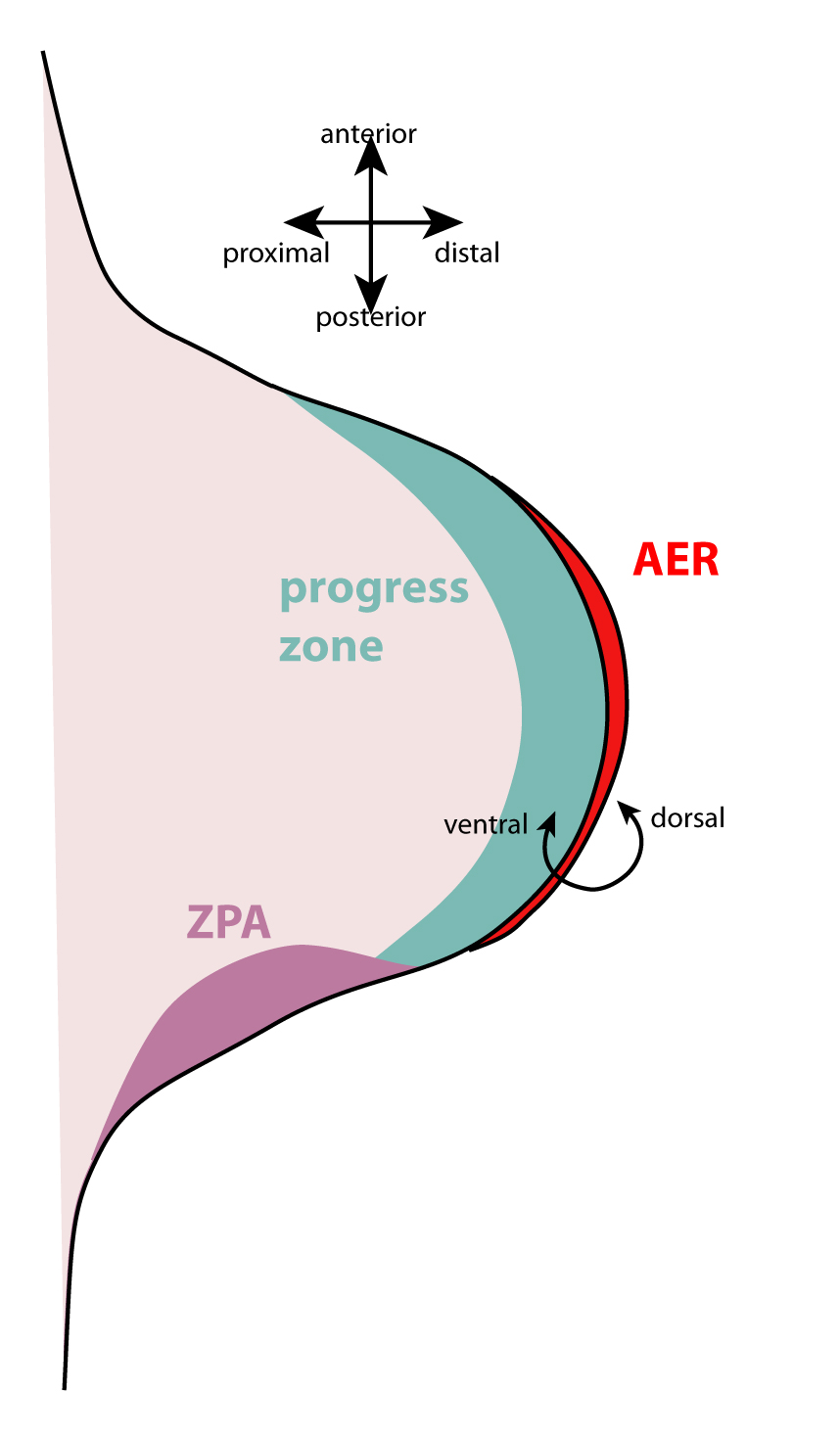
De apicale ectodermale rand is een gebied met verdikt epitheel aan het meest distale uiteinde van de ledemaatknop. De zone van polariserende activiteit (ZPA) bevindt zich aan het achterste deel van de ledemaatknop.

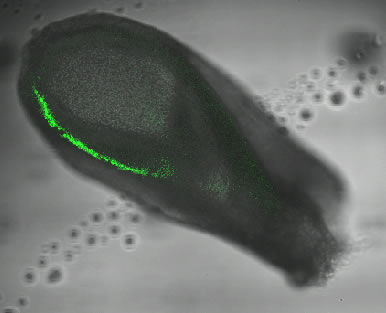
Brachyury (Tbxt) expressie in een 7,5 dagen oud CD1 muizenembryo

T-box verwijst naar een groep transcriptiefactoren die betrokken zijn bij de ontwikkeling van embryonale ledematen en het hart. Elk T-box-eiwit heeft een relatief groot DNA-bindingsdomein, dat over het algemeen ongeveer een derde van het gehele eiwit omvat, dat zowel noodzakelijk als voldoende is voor sequentiespecifieke DNA-binding. Alle leden van de T-box-
genfamilie binden aan de "T-box", een DNA-consensussequentie van TCACACCT.

## T-boxgenen
T-boxgenen zijn vooral belangrijk voor de ontwikkeling van embryo's, gevonden in oöcyten van zebravis door Bruce et al 2003 en klauwkikker door Xanthos et al 2001. Ze worden ook tot expressie gebracht in latere stadia, waaronder volwassen muizen en konijnen bestudeerd door Szabo et al 2000.
Mutaties die het eerste werden gevonden, veroorzaakten korte staarten bij muizen, en daarom werd het gecodeerde eiwit brachyury genoemd, Grieks voor "korte staart". Bij muizen heet dit gen Tbxt, en bij mensen heet het TBXT. Brachyury is gevonden in alle Bilateria die zijn gescreend en is ook aanwezig in de neteldieren.
Het muizen-Tbxt-gen werd gekloond en bleek een embryonale kerntranscriptiefactor van 436 aminozuren te zijn. Het eiwit brachyury bindt aan de T-box via een regio van de N-terminus.

## Eiwitactiviteit
De gecodeerde eiwitten van TBX5 en TBX4 spelen een rol bij de ontwikkeling van ledematen en spelen een belangrijke rol bij de initiatie van ledemaatknoppen. Bij kippen specificeert TBX4 bijvoorbeeld de status van de achterpoot, terwijl TBX5 de status van de voorpoot specificeert. De activering van deze eiwitten door Hox-genen initieert signaalcascades die de Wnt-signaalroute en FGF-signalen in ledemaatknoppen inschakelenn. Uiteindelijk leiden TBX4 en TBX5 tot de ontwikkeling van de apicale ectodermale rand (AER) en de zone van polariserende activiteit (ZPA) signaalcentra in de zich ontwikkelende ledemaatknop, die de oriëntatiegroei van de zich ontwikkelende ledemaat specificeren. Samen spelen TBX5 en TBX4 een rol bij het patroon van de zachte weefsels (spieren en pezen) van het bewegingsapparaat.

## Defecten
Bij mensen en sommige andere dieren zijn defecten in de TBX5-genexpressie verantwoordelijk voor het syndroom van Holt-Oram, dat wordt gekenmerkt door ten minste één abnormaal polsbot. Andere armbotten worden bijna altijd aangetast, hoewel de ernst sterk kan variëren, van volledige afwezigheid van een bot tot slechts een vermindering van de botlengte. Vijfenzeventig procent van de getroffen personen heeft ook aangeboren afwijkingen, meestal is er geen scheiding tussen de linker- en rechterhartkamer.
TBX3 wordt geassocieerd met het ulnair-mammair syndroom bij mensen met onder andere afwijkingen van de vijfde vinger, maar is ook verantwoordelijk voor de aanwezigheid of afwezigheid van de wildkleur bij paarden, en heeft geen schadelijke effecten, of deze nu tot uiting komt of niet.

## T-box-genen
De T-box-genen die aanwezig zijn in het menselijk genoom zijn:

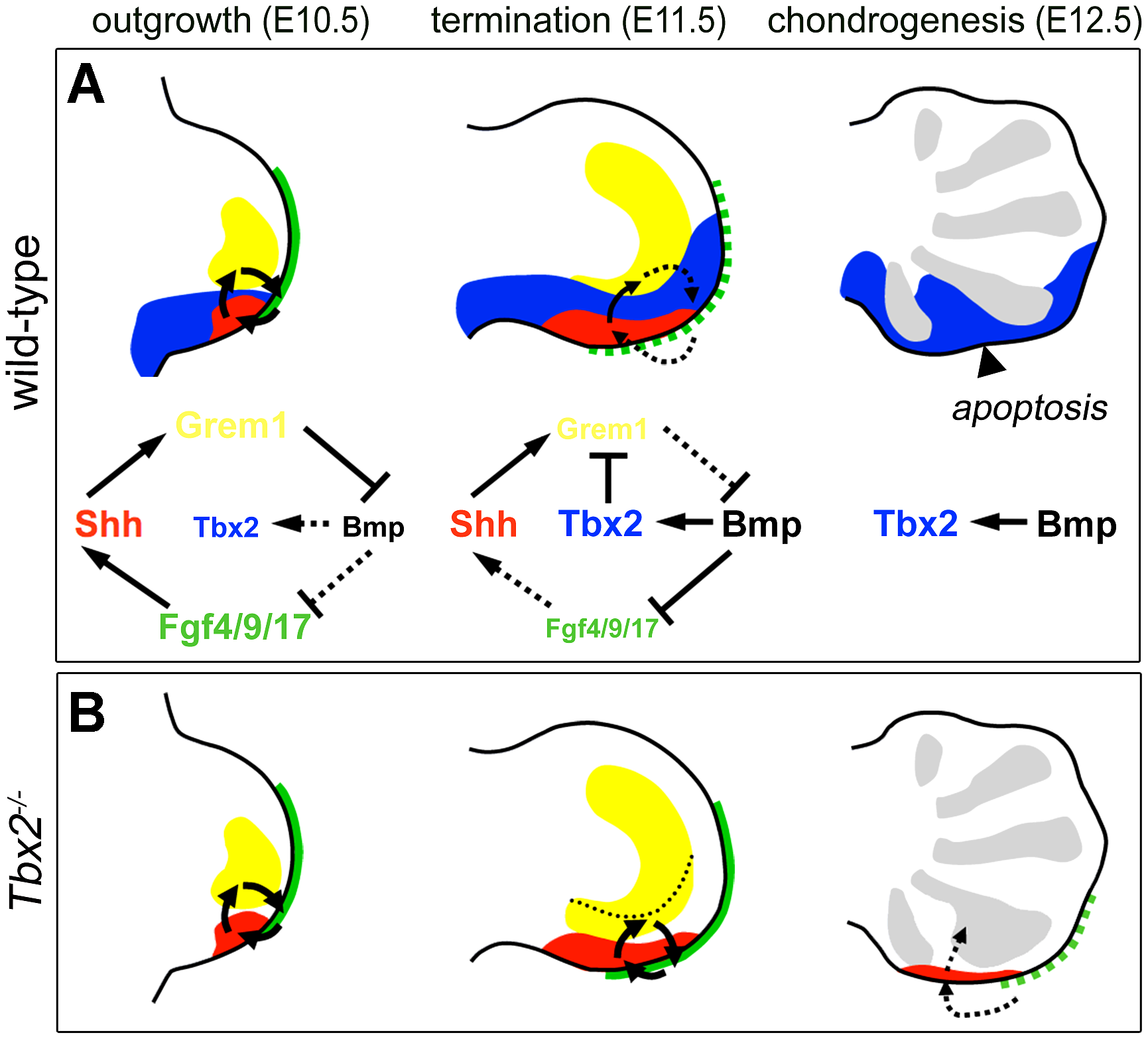
Model van TBX2-functie in het achterste achterpootmesenchym

- TBXT
- TBR1
- TBR2
- TBX1
- TBX2
- TBX3
- TBX4
- TBX5
- TBX6
- TBX7
- TBX10
- TBX15
- TBX18
- TBX19
- TBX20
- TBX21
- TBX22
- TBX23